# Patrick Warburton
Patrick Warburton (* 14. listopadu 1964) je americký filmový a televizní herec. Filmovou kariéru zahájil koncem osmdesátých let, jeho první filmovou rolí byla postava jménem Richard Abdee ve filmu Sto ran bičem z roku 1987. Později hrál například ve filmech Muži v černém 2 (2002), Méďa (2012) a namluvil také jednu postavu v animovaném filmu Lovecká sezóna (2006). Mimo filmů hrál i v několika seriálech, jako například Jsem do tebe blázen a Griffinovi.